# Хаиба Брава
«Хаиба Брава» (исп. Club Jaiba Brava) — мексиканский футбольный клуб из городов Сьюдад-Мадеро и Тампико, штата Тамаулипас, выступающий в Лиге де Экспасьон MX, втором по силе дивизионе чемпионата Мексики. Команда основана 5 сентября 1982 года, домашние матчи проводит на стадионе «Тамаулипас». В 1992—2001 годах выступал под названием «Агилас де Тамаулипас», с 2001 по 2024 годы клуб назывался «Тампико Мадеро».

## История
Клуб был основан 5 сентября 1982 года под названием ««Агилас де Тамаулипас», когда администрация города Тампико решил выкупить испытывающий финансовые трудности клуб «Атлетас Кампесинос», куда перешли некоторые футболисты команды-предшественника «Тампико А.С.», который в последующем был  переведён в низшую лигу и расформирован. В своём дебютном сезоне клуб занял 14 место, а в следующем поднялся на 9-е. 
В 1991 году Антонио Пелес Пьер купил франшизу "Атлетико Потосино", чтобы вернуть команду к соревнованиям. Клуб была зарегистрирована в Сегунде и спустя три года в 1994 году вышел в Первый дивизион после победы над «Ирапуато» в финале.
В середине сезона 1994–1995 клуб переехал в город Керетаро и был переименован в "Гальос Бланкос" из-за проблем между владельцем команды и профсоюзом нефтяников, владельцами стадиона. После 1995 года команда несколько раз меняла место дислокации и выступала в основном в Примера Дивизион «А». До 1998 года команда была резервным составом клуба «Пуэбла». В 2001 году «Агилас де Тамаулипас» перешла из второго дивизиона в первый и получила название «Тампико Мадеро», однако команда просуществовала всего год, после чего переехала в Ла-Пьедад из-за отсутствия поддержки со стороны местных бизнесменов.
В 2005 году команда вернулась в Примера Дивизион «А» и стала частью спортивной структуры футбольного клуба «Атланте». «Тампико Мадеро» несколько лет был резервной командой, а затем стал независимым клубом. Однако в 2009 году он был расформирован из-за реформы лиги, которая установила требования, которым клуб не соответствовал. Клуб смог продолжить играть в третьем дивизионе мексиканского футбола, потому что сохранил резервную команду, которая участвовала в этой лиге и стала теперь основной командой.
В 2010 году команда объединилась с Университетом футбола и стала частью спортивной структуры клуба «Пачука», из которого «Тампико Мадеро» получал молодых игроков. В турнире Torneo Independencia 2010 команда заняла второе место в лиге, уступив «Селайе». В 2014 году клуб стал независимым от «Пачуки».